# L'amante giovane
L'amante giovane (Nous ne vieillirons pas ensemble) è un film del 1972 diretto da Maurice Pialat.
Fu presentato in concorso al 25º Festival di Cannes, dove Jean Yanne vinse il premio per la miglior interpretazione maschile.

## Trama
Jean, cineasta di mezza età, è sposato da undici anni con Françoise ma già da sei ha una giovane amante, Catherine. Questa, molto pazientemente accetta sempre con maggiore insofferenza le mille difficoltà di un rapporto così particolare, complicato dal carattere brusco e dai modi spesso rozzi di lui.
La situazione si trascina a lungo fin quando lui, proprio quando si è deciso a lasciare la moglie per sposare l'amante, viene lasciato dalla stessa, ormai esasperata e già promessasi a un altro.

## Riconoscimenti
- Festival di Cannes 1972: miglior interpretazione maschile (Jean Yanne)